# Resource Interchange File Format
Resource Interchange File Format (zkratka RIFF) je souborový formát firmy Microsoft pro ukládání multimediálních zvukových a obrazových předloh. Formát RIFF definuje strukturu uložení dat do souboru pro různé typy a formáty dat (multimediální kontejner).
RIFF se skládá z datových struktur zvaných shluky (angl. chunk), každý shluk má svoji čtyřznakovou signaturu (ID) definovanou v hlavičce shluku. Za hlavičkou shluku následují data o velikosti dané v hlavičce shluku. Shluk může obsahovat tzv. podshluk (subchunk). Každý soubor RIFF začíná shlukem se signaturou RIFF, dále soubor může obsahovat jeden nebo několik shluků se signaturou LIST, které obsahují dodatečný identifikátor formátu dat následujících v souboru. Existuje ještě shluk se signaturou JUNK používaný jako výplň dat, pro zarovnání dat na velikost čteného bloku dat (např. CD-ROM má velikost bloku 2048 bajtů).
Data jsou v souborech uložená v pořadí malý endian. Existuje i varianta RIFF v pořadí velkého endianu s příponou souboru RIFX.

## Přípony souborů ve formátu RIFF
- AVI – video záznam s prokládaným zvukem (různé formáty dat)
- WAV – zvukový záznam (různé formáty dat), některé aplikace ukládají WAV ve starším formátu, který je částečně kompatibilní s novější verzí RIFF
- RDI – bitmapová data
- RMI – MIDI data (ekvivalent MID souborů)
- WebP – ztrátový i neztrátový obrazový formát od firmy Google
- a další